# سیارک ۱۴۷۹۵
سیارک ۱۴۷۹۵ (به انگلیسی: 14795 Syoyou، نامگذاری:1977EE7) چهارده هزار و هفتصد و نود و پنجمین سیارک کشف شده‌است که در ۱۲ مارس ۱۹۷۷ کشف شد.
قدر مطلق سیارک برابر ۳۰.۹ است.